# Karl Kantner

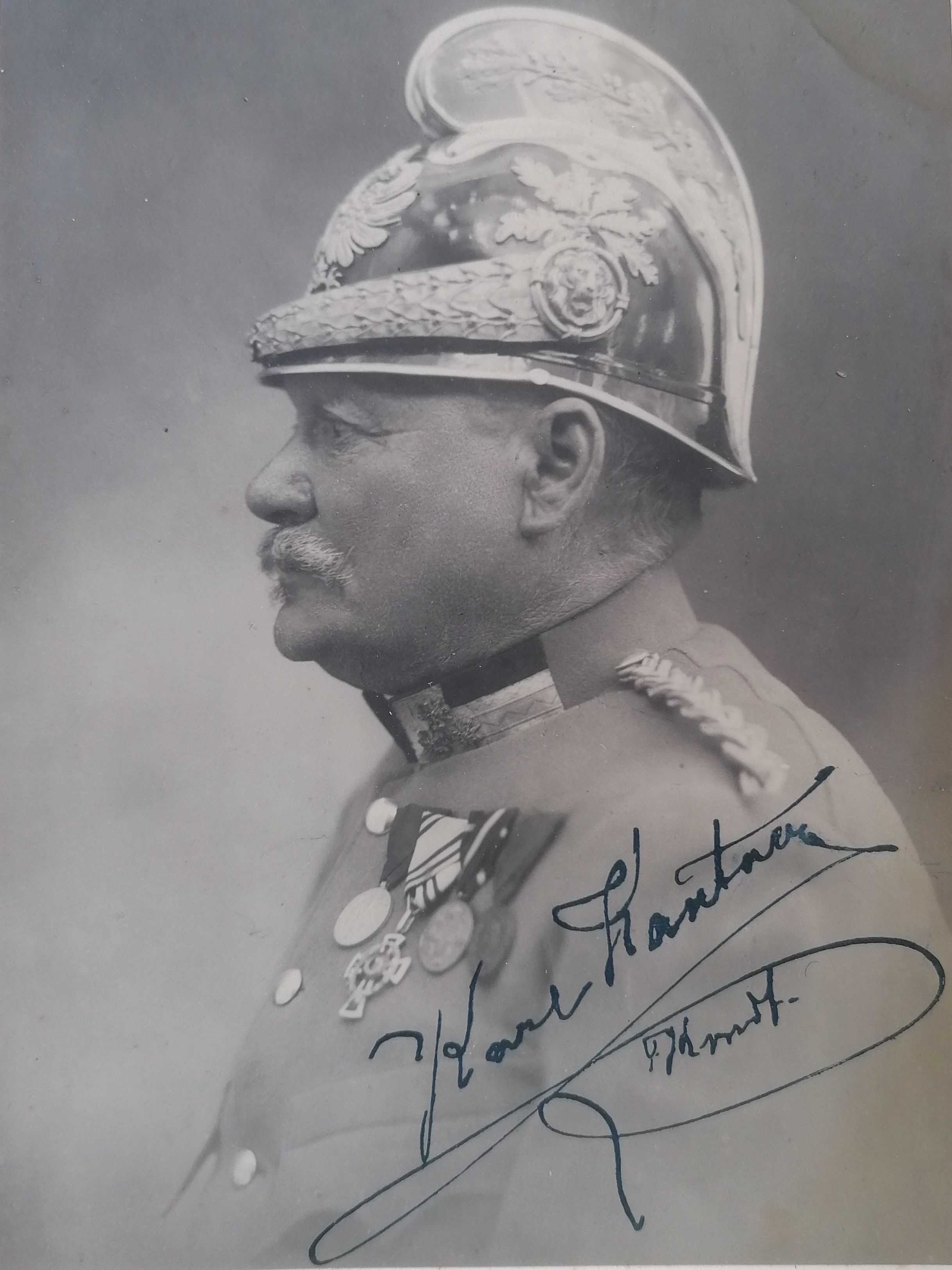
Karl Kantner

Karl Kantner (* 8. August 1850 in Ottakring; † 18. Dezember 1925 in Wien) war Hauptmann der Freiwilligen Feuerwehr von Ottakring und Kommandant der Freiwilligen Feuerwehr in Wien. Er war Förderer und Organisator des österreichischen Feuerwehr- und Rettungswesens.

## Leben
Karl Kantner wurde am 8. August 1850 in Ottakring Nr. 25 als Sohn des Gemeindebediensteten Franz Kantner und dessen Ehefrau Maria geboren. Er erlernte in Wien und in Budapest den Beruf des Graveurs. Später wurde er von der damaligen englischen Gasgesellschaft (Imperial Continental Gas Association) angestellt. Im Alter von 20 Jahren trat Karl Kantner in die 1869 gegründete Freiwilligen Feuerwehr Ottakring ein. Karl Kantner wurde 1880 Exerziermeister und 1890 Hauptmann  der Ottakringer Feuerwehr. Diese Stelle trat er nach dem Tod von Ferdinand Degen jun. (1830 – 1889), des Hauptmannes und Gründers der Freiwilligen Feuerwehr Ottakring, an. 1914 wurde er zum Kommandant des Verbandes der Freiwilligen Feuerwehren Wiens.
Während des Ersten Weltkrieges organisierte Karl Kantner aus den Reihen der Freiwilligen Feuerwehren  einen Sanitätskolonnendienst. Er fungierte als Krankentransport Kommandant des Österreichischen Roten Kreuzes für verwundete Soldaten, die aus den Kriegsgebieten mit den Eisenbahnen nach Wien überstellt wurden.
Karl Kantner war über 30 Jahre Obmann Stellvertreter der niederösterreichischen Feuerwehr-Unterstützungsklasse und des niederösterreichischen Landesverbandes.
Mit der Trennung von Wien und Niederösterreich wurden die freiwilligen Feuerwehren Wiens zu einem eigenen Landesverband zusammengeschlossen, und Karl Kantner wurde zum Vorsitzenden und Kommandanten ernannt. Ende Mai 1925 wurde er Ehrenkommandant des Landesverbandes Wien.
Bei vielen großen Bränden, wie zum Beispiel dem Ringtheaterbrand, dem Wiener Stadttheaterbrand, oder dem Brand auf der Roßauer Lände, war Karl Kantner in seinen Funktionen tätig. Auch bei Überschwemmungen oder anderen Katastrophen war er im Einsatz. In den mehr als 5000 Einsätzen der Brandbekämpfung hat sich Karl Kantner auch mehrfach erheblich verletzt.

### Brand der Zelluloidfabrik in Ottakring

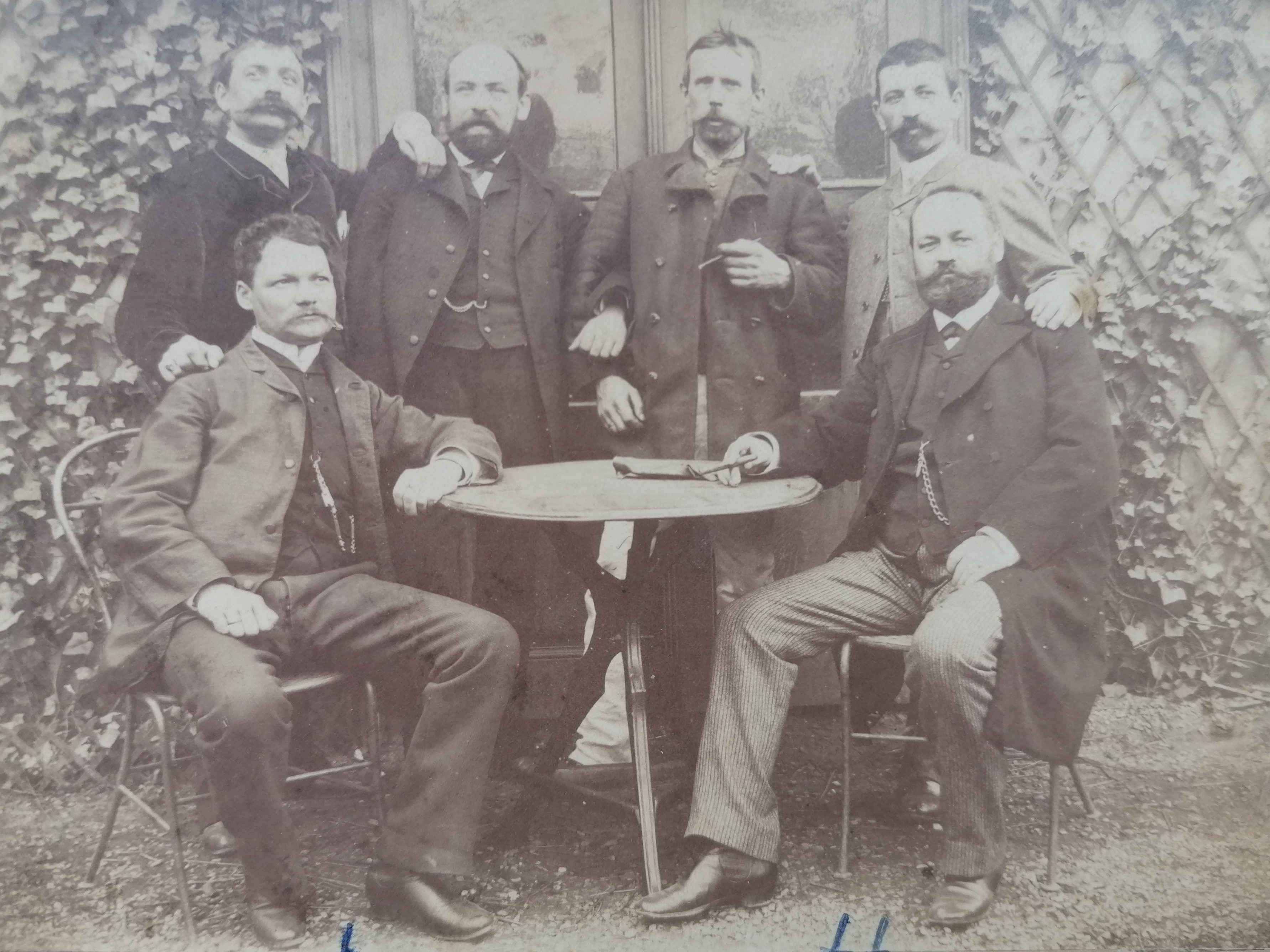
Mitglieder der Freiwilligen Feuerwehr Ottakring: Karl Kantner (links sitzend), Josef Steinbauer (rechts sitzend); Foto: 24. April 1887

1908 war Karl Kantner bei einer der schlimmsten Brandkatastrophen in Ottakring als Kommandant im Einsatz. Der Brand der Zelluloid-Fabrik der Brüder Sailer brach am Vormittag des 6. Juni in der Rosseggergasse 16 aus. Feuerwehrkommandant Karl Kantner, sein Stellvertreter Philipp De Ponti (1842 – 1918), sowie die Zugskommandanten Mathias Steinbauer (1847 – 1923) und Johann Mendel (1856 – 1924) rückten damals mit 35 Männern der Freiwillige Feuerwehr zur Brandbekämpfung und Rettung der Menschen aus. Mathias Steinbauer war der Bruder von Josef Steinbauer (1850 – 1893), dem Schriftführer der Freiwilligen Feuerwehr Ottakring.
Der Brand begann mit einer explosionsartigen Verbrennung des hoch entzündlichen Zelluloidstaubes und breitete sich mit enormer Hitzeentwicklung rasch aus. Zur Brandbekämpfung mussten auch die Feuerwehren von Breitensee, Neulerchenfeld, Hernals, sowie die Wiener Zentral-Feuerwehr zu Hilfe kommen. Trotz aller Bemühungen forderte dieses Unglück 18 Menschenleben und viele Verletzte. Der überwiegende Teil der Opfer dieses Brandes waren Frauen. 15 Todesopfer wurden in einem Ehrengrab der Gemeinde Wien auf dem Ottakringer Friedhof bestattet. Zwei weitere Verstorbene wurden in Familiengräbern auf dem Ottakringer Friedhof und auf dem Hernalser Friedhof begraben. Die Schwester der Brüder Sailer, Pauline Sailer (1881–1908), die ebenfalls unter den Toten war, wurde auf dem Wiener Zentralfriedhof beigesetzt. Wegen Unterlassung behördlicher Anordnungen und Vergehens gegen die Sicherheit des Lebens wurden Rudolf Sailer zu fünf, und Franz Sailer zu vier Monaten strengen Arrests verurteilt.

## Privates
1881 heiratete Karl Kantner die ebenfalls aus Ottakring stammende Josefa Lang. Ihr gemeinsamer Sohn Karl Kantner jun. (1890 – 1952) wurde in seinem Hauptberuf ein Lehrer. Außerdem bekleidete er mehrere Funktionen beim Roten Kreuz und der Freiwilligen Feuerwehr, bei der er als  Landes-Feuerwehr Kommandant der Freiwilligen Feuerwehren Wien tätig war.

### Zum Ableben von Karl Kantner
Karl Kantner verstarb am 18. Dezember 1925 in Ottakring, Ottakringer Straße Nr. 154, laut Eintrag im Sterbebuch der Pfarre Neuottakring. Die Grabinschrift weist den 17. Dezember als Sterbedatum aus. Am 23. Dezember 1925 wurde er mit großer Beteiligung der Bevölkerung und über 1300 Feuerwehrmännern in einem Ehrengrab beigesetzt. Trauerreden hielten unter anderen der Wiener Bürgermeister  Karl Seitz (1869 – 1950), Landeshauptmann und Nationalrat Albert Sever (1867 – 1942), der Obmann der Freiwilligen Feuerwehr Ottakring Moriz Kuffner (1854 – 1939), der Ottakringer Bezirksvorsteher Johann Pollitzer (1871 – 1965), sowie der Delegierte des Österreichischen Roten Kreuzes Rudolf Mitlöhner.

## Ehrungen und Auszeichnungen
- Ehrenmedaille für 40- und 25-jährige Verdienste um das Feuer und Rettungswesen
- Ehrenkreuz 2. Klasse vom Roten Kreuz
- Königlich preußische Verdienstmedaille vom Roten Kreuz
- Goldene Salvatormedaille (1909)[11]
- Bürgerrecht der Stadt Wien (1921)[12]
- Goldenes Ehrenzeichen für Verdienste um die Republik Österreich (1925)[13]
- Ehrenmitglied des Niederösterreichischen, Wiener und Vorarlberger Feuerwehr Landesverbandes
- Ehrenmitglied des Verbandes gedienter Feuerwehr- und Rettungsmänner
- Ehrenkommandant des Landesverbandes der Wiener Feuerwehr (1925)

### Karl-Kantner-Park mit Denkmal
1935 wurde in Ottakring ein Park nach ihm benannt und dort das Karl Kantner-Denkmal errichtet. Während des Zweiten Weltkriegs wurde diese Statue abgetragen und eingeschmolzen. Eine Steinkopie wurde nach der alten Vorlage gefertigt und am 12. Jänner 1952 unter Teilnahme von Stadt- und Bezirkspolitikern, sowie hohen Funktionären aus Wien und Niederösterreich vom Roten Kreuz, Feuerwehr und Polizei, feierlich enthüllt.  Anwesend war ebenfalls sein Sohn Karl Kantner jun.

## Bildergalerie

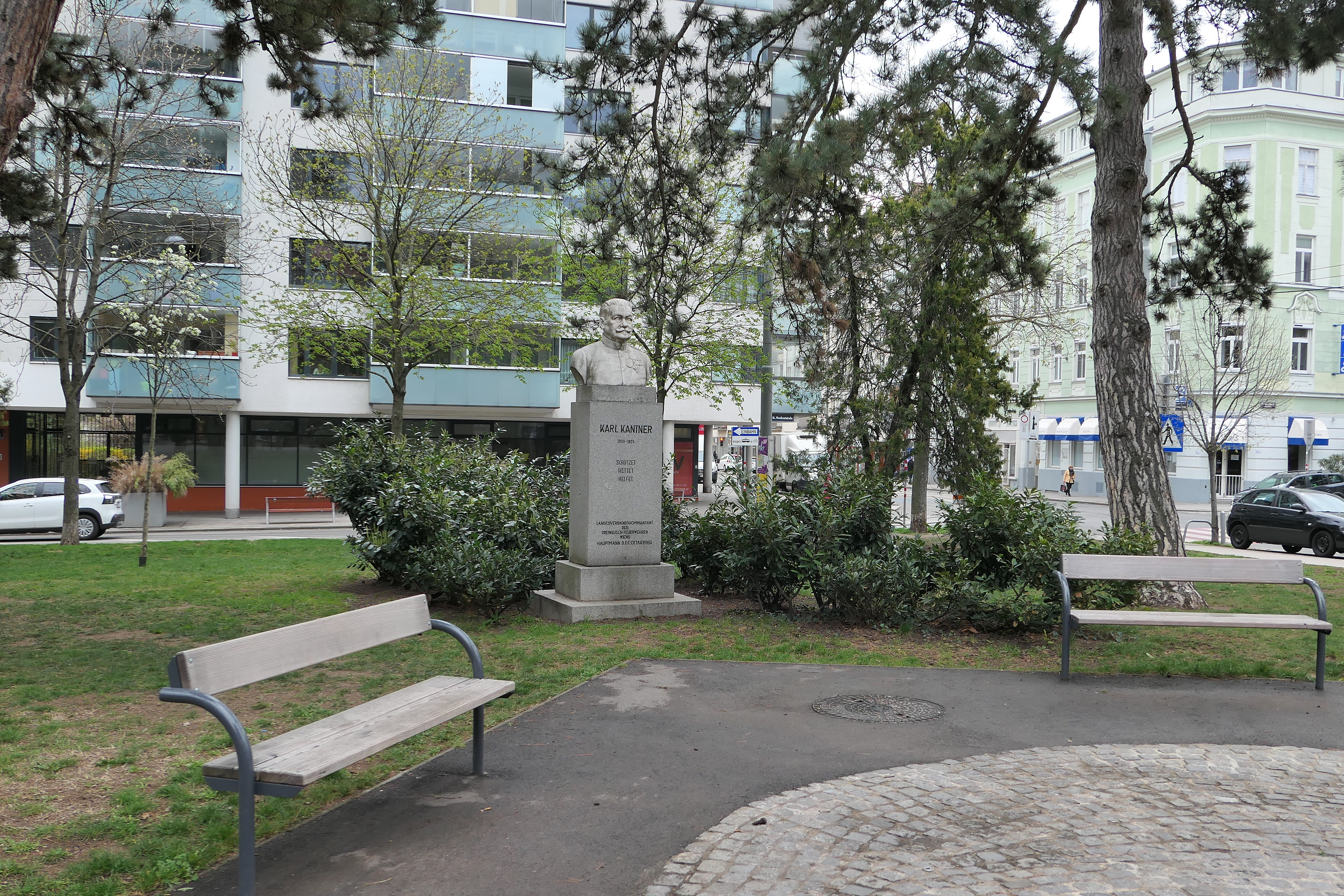
Karl-Kantner-Park (Ottakring)
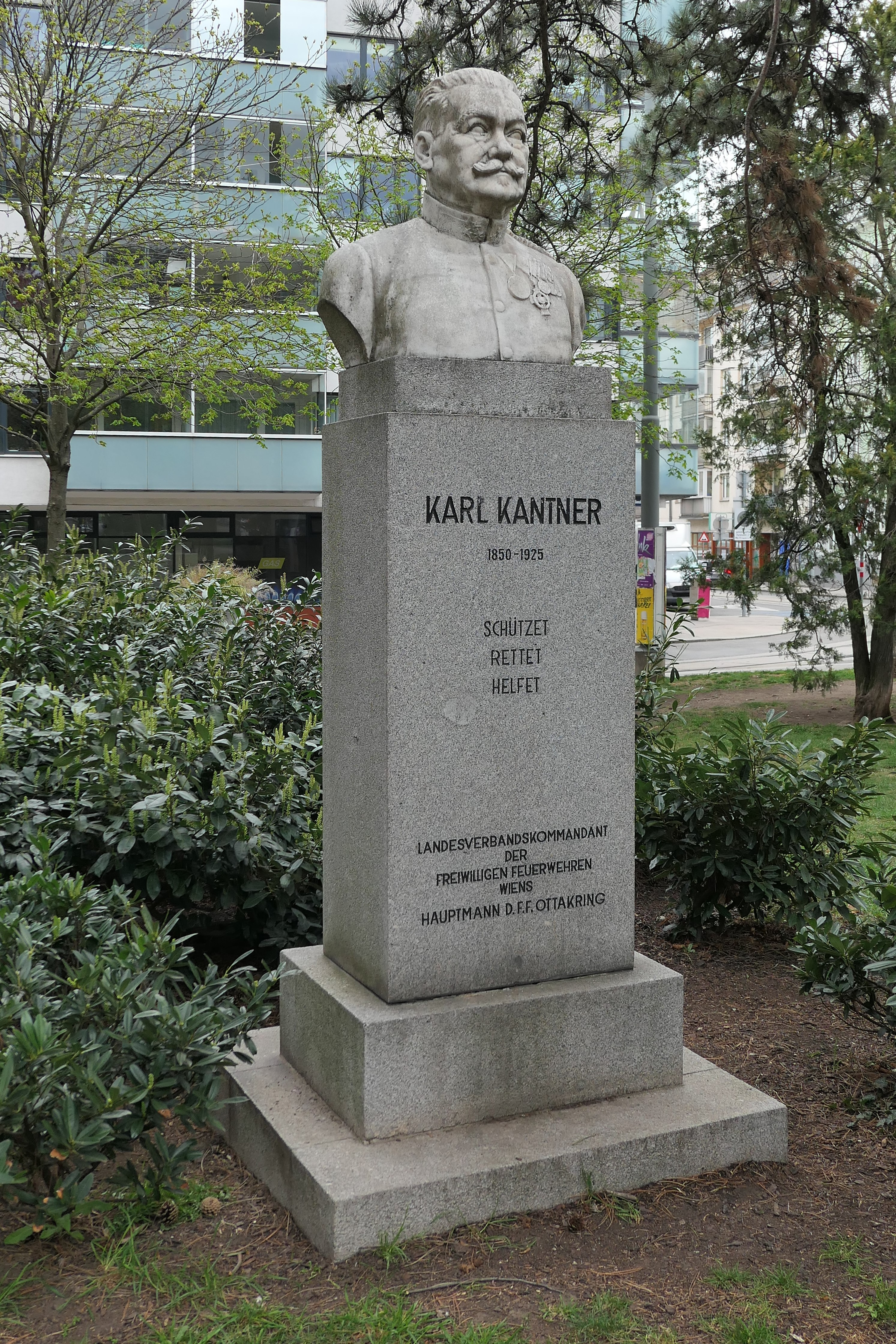
Karl-Kantner-Denkmal (Ottakring)
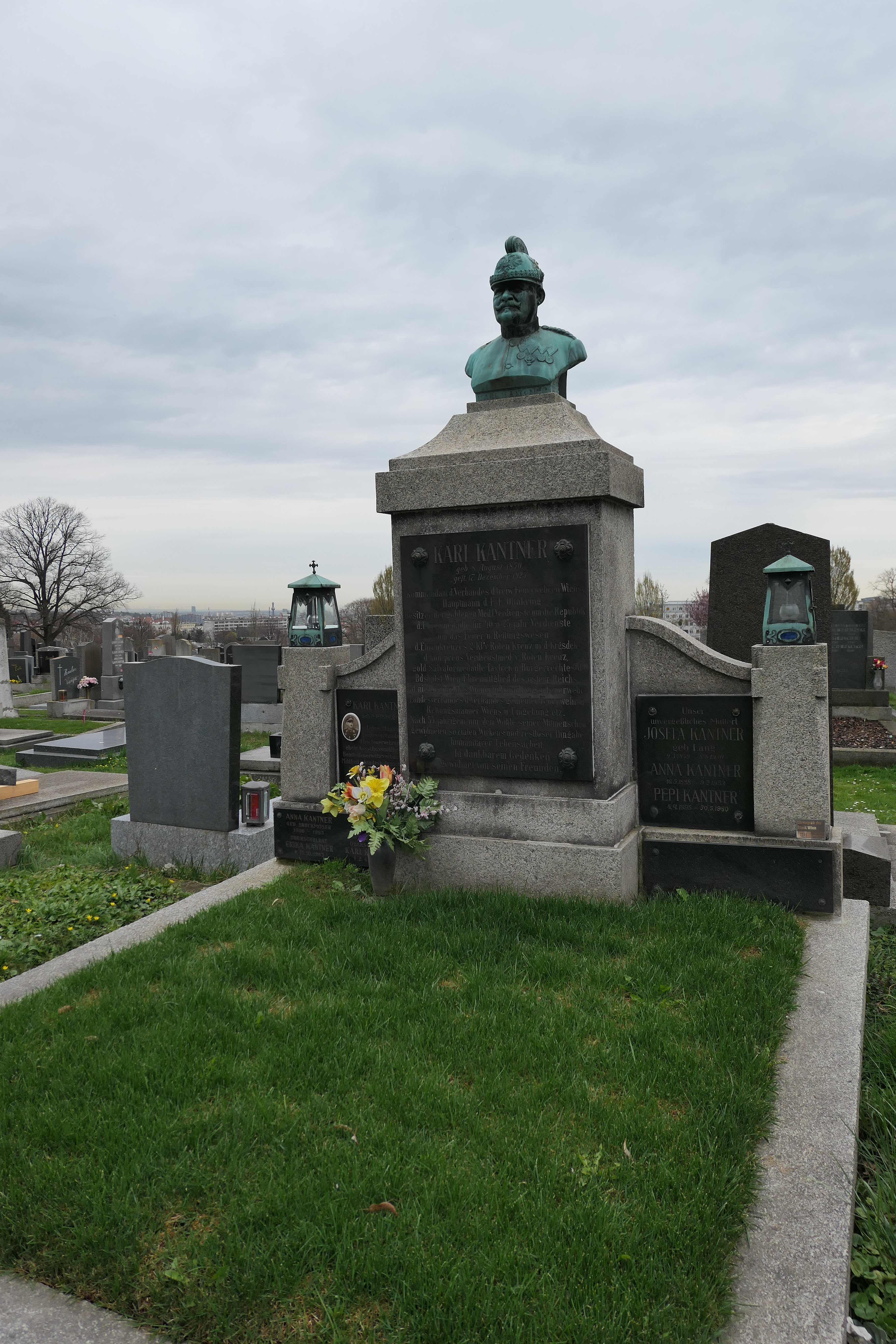
Karl Kantner Ehrengrab (Ottakringer Friedhof)